# Eladio Dieste
Eladio Dieste (Artigas, 10 de dezembro de 1917 – Montevidéu, 29 de julho de 2000) foi um engenheiro e arquiteto uruguaio que fez sua reputação construindo silos, fábricas mercados e igrejas, quase todos no Uruguai, com uma elegância de formas excepcional. Criou, entre outras, a técnica denominada cerâmica armada que não encontrou similar a nível mundial na época.
Dieste aproximou arquitetura e engenharia estrutural.

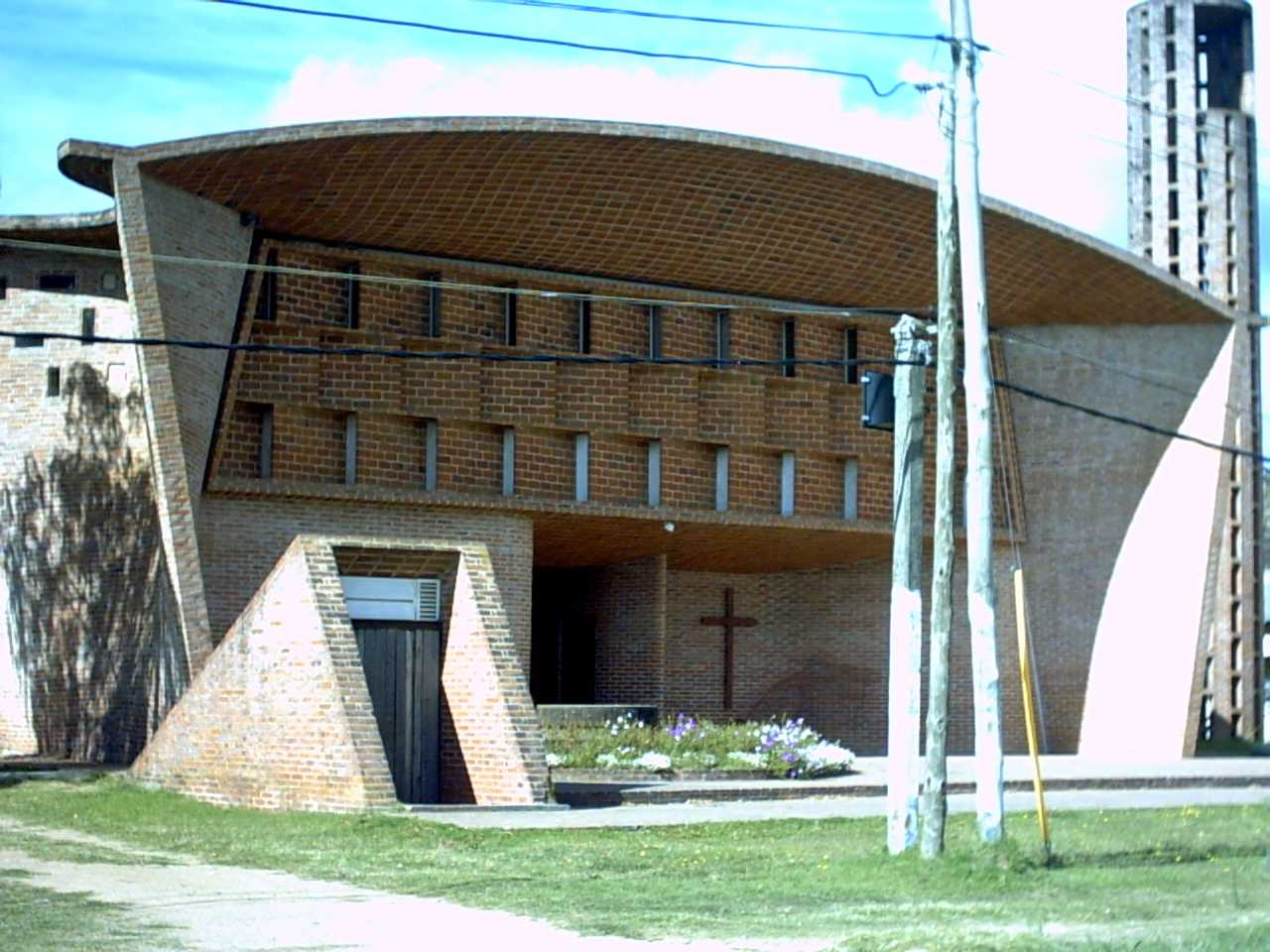
Cristo Obrero em Atlántida, Uruguai

## Obras principais
- TEM S.A.;
- Banco de Seguros del Estado, Montevideo;
- Igreja Cristo Obrero e Nossa Senhora de Lourdes em Atlántida, Uruguai;
- CALNU, Bella Unión;
- Residência propria em  Montevideo;
- Igreja de San Pedro, Durazno;
- Casa Parroquial e Iglesia Nuestra Sra. de Lourdes, Montevideo;
- Parking Caputto, Salto;
- Mercado CEASA em Porto Alegre, Brasil;
- Terminal de Ônibus em Salto;
- Mercado de Maceió, Brasil;
- Parador Ayuí, Salto;
- Agroindustrias Domingo Massaro S.A., Canelones;
- Depósito "Julio Herrera y Obes", Porto de Montevideu;
- Central Lanera Uruguaya;
- Montevideo Shopping Center;
- Azucitrus S.A., Paysandú;
- Ginásio de Maldonado;
- Silos em Treinta y Tres, Colonia, Río Negro, e no Rio Grande do Sul, Brasil;
- Fundações de máquinas para as empresas RAUSA, CALNU,
- Fábrica Nacional de Papel;
- Pontes ferroviárias;
- Cais em Nueva Palmira;

Falando sobre o uso de materiais e estrutura:
There are deep moral/practical reasons for our search which give form to our work: with the form we create we can adjust to the laws of matter with all reverence, forming a dialogue with reality and its mysteries in essential communion... For architecture to be truly constructed, the materials must be used with profound respect for their essence and possibilities; only thus can 'cosmic economy' be achieved... in agreement with the profound order of the world; only then can have that authority that so astounds us in the great works of the past.
Tradução: Existem profundas razões morais / práticas para a nossa busca que dão forma ao nosso trabalho: com a forma que criamos podemos nos ajustar às leis da matéria com toda a reverência, dialogando com a realidade e seus mistérios em comunhão essencial ... Para a arquitetura para serem verdadeiramente construídos, os materiais devem ser utilizados com profundo respeito pela sua essência e possibilidades; só assim a 'economia cósmica' pode ser alcançada ... de acordo com a ordem profunda do mundo; só então podemos ter aquela autoridade que tanto nos espanta nas grandes obras do passado

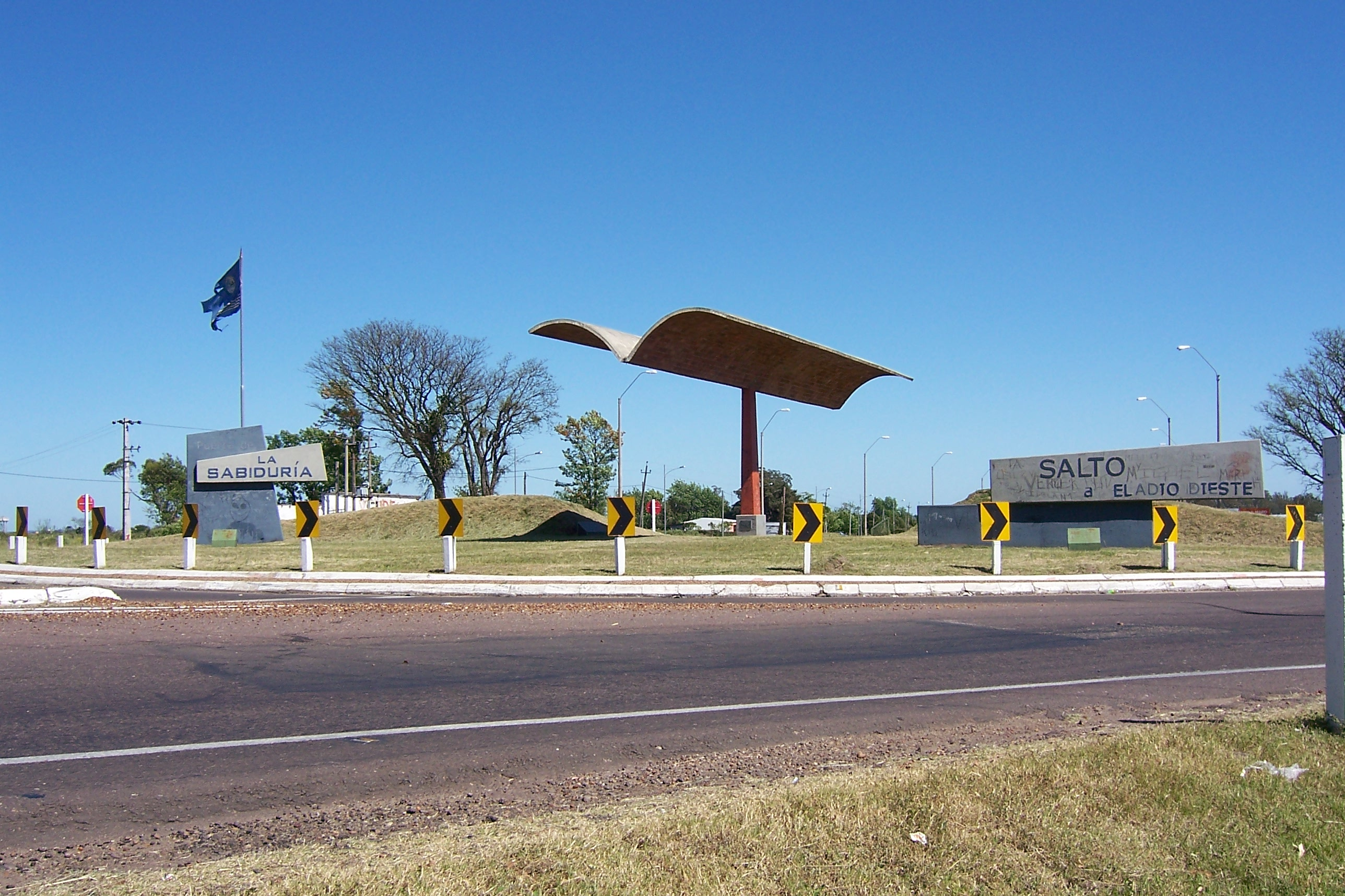
Monumento a Dieste em Salto, usando suas tecnicas

Em relação as estruturas afirmou:
The resistant virtues of the structure that we make depend on their form; it is through their form that they are stable and not because of an awkward accumulation of materials. There is nothing more noble and elegant from an intellectual viewpoint than this; resistance through form.
Tradução: As virtudes resistentes da estrutura que fazemos dependem de sua forma; é por meio de sua forma que são estáveis e não por causa de um acúmulo estranho de materiais. Não há nada mais nobre e elegante do ponto de vista intelectual do que isso; resistência através da forma.